# Cyathea minuta
Cyathea minuta är en ormbunkeart som beskrevs av J. Murillo och M. T. Murillo. Cyathea minuta ingår i släktet Cyathea och familjen Cyatheaceae. Inga underarter finns listade.